# Кейп-Бретонський університет

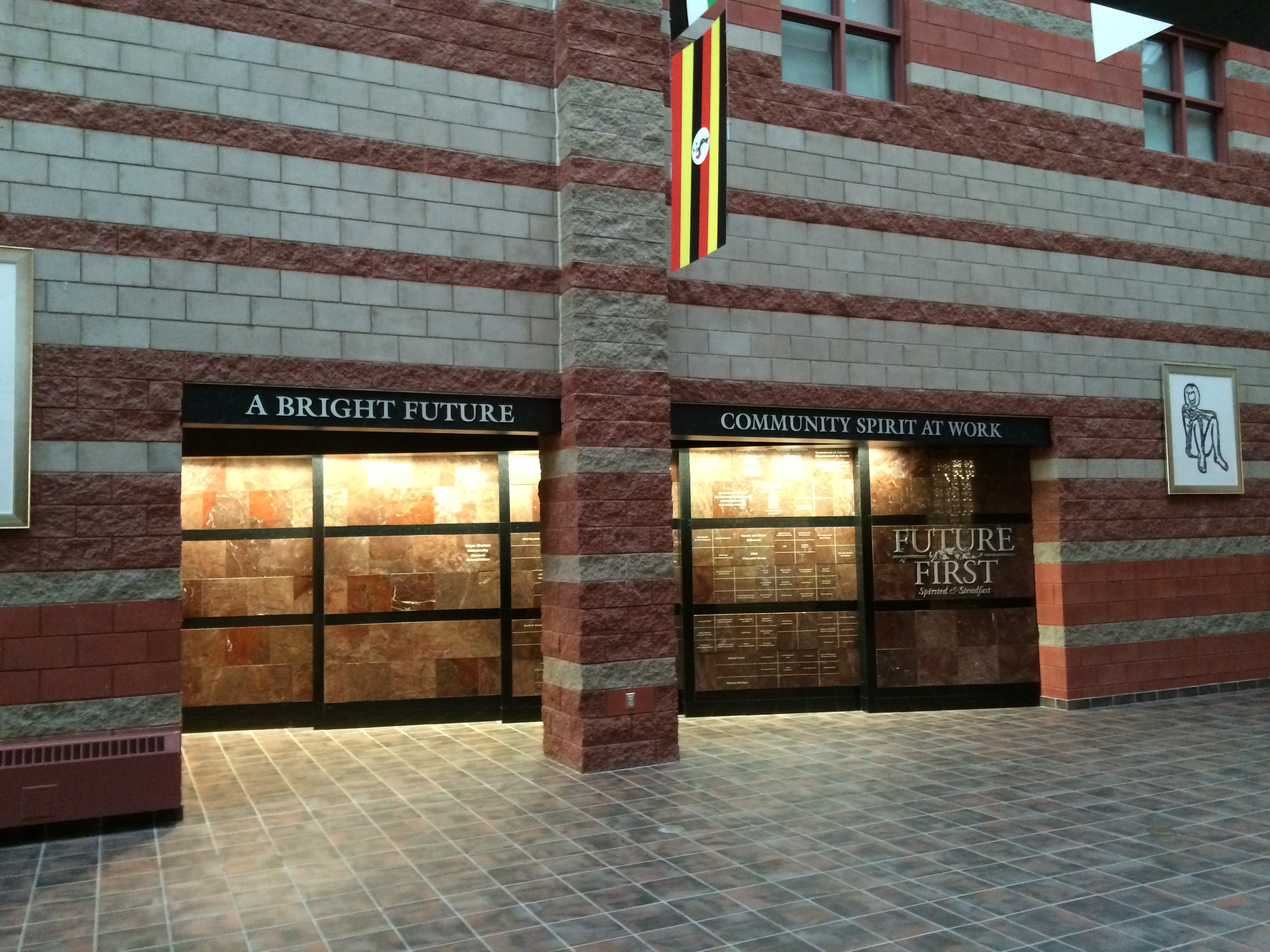

Університет Кейп-Бретон (CBU) — єдиний державний вищий навчальний заклад у регіональному муніципалітеті Кейп-Бретон і на острові Кейп-Бретон. Університет заснований Законом про Кейп-Бретонський університет, прийнятим Палатою зборів Нової Шотландії. До цього CBU було включено Законом про університетський коледж Кейп-Бретона (з поправками). Герб Університетського коледжу Кейп-Бретона був зареєстрований Канадським геральдичним управлінням 27 травня 1995 року
CBU є постійним членом Університетів Канади (UC), Асоціації атлантичних університетів (AAU), Канадського бюро міжнародної освіти (CBIE), а також коледжів та інститутів Канади (CICan).

## Історія
У 1951 році Сіднейський кампус Університету Св. Франциска Ксаверія був відкритий як кампус-супутник Університету Св. Франциска Ксаверія в Сіднейському ліцеї, розташованому в центральному діловому районі Сіднея, Нова Шотландія.
Його також називали «Молодший коледж Св. Франциска Ксаверія» або «Молодший коледж Ксаверія» (XJC), а в розмовній мові — «Маленький X». Будівля зменшилася до трьох поверхів через пожежу, через яку обвалився четвертий поверх.
Коледж зазнав розширення в 1960 році, який включав нову будівлю мистецтв разом з класними кімнатами в середній школі Святих Ангелів і будівлях Військово-морської ліги. У 1963 році заклад було перейменовано в Xavier College.
У 1955 році Мати Св. Маргарита Шотландська (сестра Маргарет Бітон) приїхала до Кейп-Бретона, щоб стати першим повноправним бібліотекарем молодшого коледжу Ксав'єра. Вона почала збільшувати колекцію бібліотеки коледжу, збираючи книги та архівні матеріали, що стосуються культури та історії острова Кейп-Бретон і різних культурних груп (наприклад, мікмак, італійська, польська, ліванська, гельська), які її населяли. У 1957 році вона назвала цю колекцію Cape Bretoniana . У 1966 році вона почала наглядати за колекцією на повний робочий день. У 1975 році мис Бретонія був розширений і розділений на два головних підрозділи: архів і бібліотеку інституту та центр етнічних досліджень, фольклору та соціальної та культурної історії острова Кейп-Бретон. Того ж року сестра Бітон загинула в автокатастрофі. Колекція та додаткові установи, побудовані навколо неї, були перейменовані в Інститут Бітона на її честь.
На початку 1960-х років Гаррі Бодмор емігрував з Англії до Канади, де познайомився з Елізабет «Ліз» Бордмор (уроджена Макдональд), а пізніше одружився з нею. Обоє в 1966 році приєдналися до Xavier Junior College як викладачі англійської мови Протягом цього року вони співпрацювали з коледжем і спільнотою, щоб створити сценічну версію Артура Міллера «Горнило», яка була представлена в Vogue Theatre у Сіднеї, і версію «Збірки» Гарольда Пінтера. Бордмори взяли участь у драматичному товаристві коледжу Ксав'єра та проводили драматичні фестивалі на верхньому поверсі Сіднейського ліцею, де в той час розташовувався молодший коледж Ксав'єра. Пізніше це стане театром коледжу Ксав'єра .
У 1968 році Східний технологічний інститут Нової Шотландії (NSEIT) відкрився на Гранд-Лейк-роуд за кілька кілометрів на схід від меж Сіднея. Заклад зосереджений на бізнес-технологіях і ремеслах. Був створений у відповідь на серйозні виклики, з якими стикаються вугільна та сталеливарна промисловість ф за допомогою фінансування провінцій та федерального бюджету. У 1974 році NSEIT і Xavier College були офіційно об'єднані в Коледж Кейп-Бретона (CCB) . Коледж був консолідований на місці колишнього NSEIT і почав розширюватися.
Між 1978 і 1982 роками до кампусу було додано кілька нових будівель, включаючи центр кампусу, Салліван Філд Хаус, художню галерею та поточне розташування Інституту Бітона. У 1979 році драматичне товариство коледжу Ксав'єра перенесло свою діяльність до CCB із будівництвом нового театру в рамках розширення коледжу. У 1990 році це місце було названо Boardmore Playhouse на честь Ліз і Гаррі Бордмор.

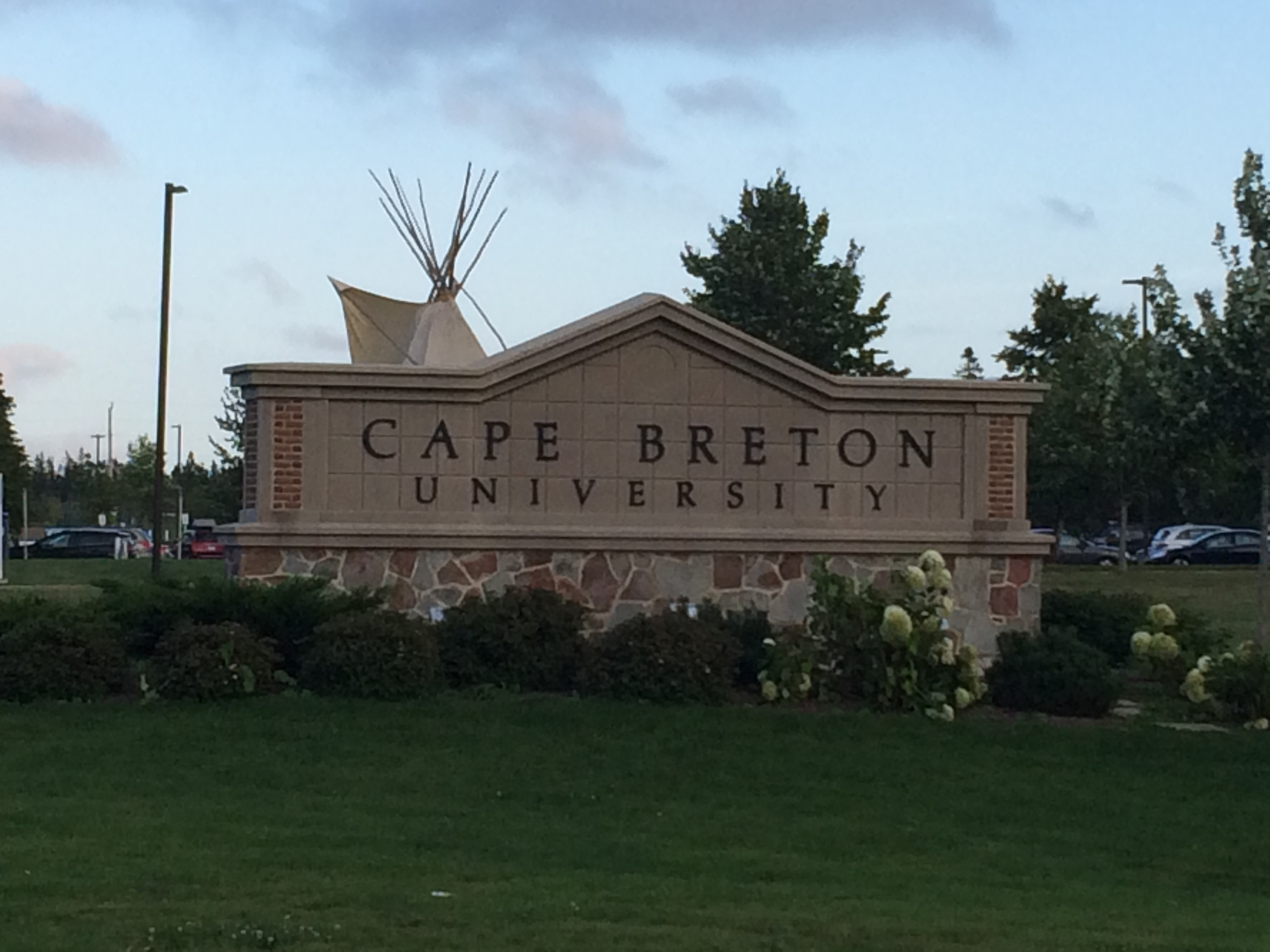
Головний знак університету, розташований перед Центром культури та спадщини.

У 1982 році уряд Нової Шотландії надав CCB хартію для надання університетських ступенів, і установа перейменувала себе в Університетський коледж Кейп-Бретона (UCCB). UCCB був першим університетським коледжем у Канаді і об'єднав різноманітні освітні потоки, такі як вільні мистецтва та науки з технологічними та професійно-технічними дипломними програмами.
Основне розширення для Зимових ігор у Канаді 1987 року включало будівництво спортивних споруд, побудованих у кампусі. Протягом 1990-х років було побудовано декілька розширень кампусу, включаючи Центр культури та спадщини, а також академічні та дослідницькі заклади.
У результаті дослідження 2004 року було прийнято рішення перейменувати установу, щоб відобразити її трансформацію протягом попередніх двох десятиліть переважно в установу університетського рівня. Цей процес призвів до того, що UCCB передав свої професійні та технологічні програми Громадському коледжу Нової Шотландії (NSCC), який керував своїм «Кампусом Марконі» (колишній Центр професійної підготовки дорослих — AVTC), який розташований безпосередньо біля Великого озера CBU. Дорожнє містечко.
23 вересня 2004 року Рада керуючих університету одноголосно проголосувала за перейменування навчального закладу в Бретонський університет ; проте запропонована назва була проти ряду груп в установі та місцевої громади через видалення слова «Кейп» з назви, таким чином назва університету Кейп-Бретон була прийнята замість цього. Зміна назви стала офіційною завдяки Закону про Університетський коледж Кейп-Бретона (з поправками), який отримав королівський дозвіл 19 травня 2005 року

## Кампус

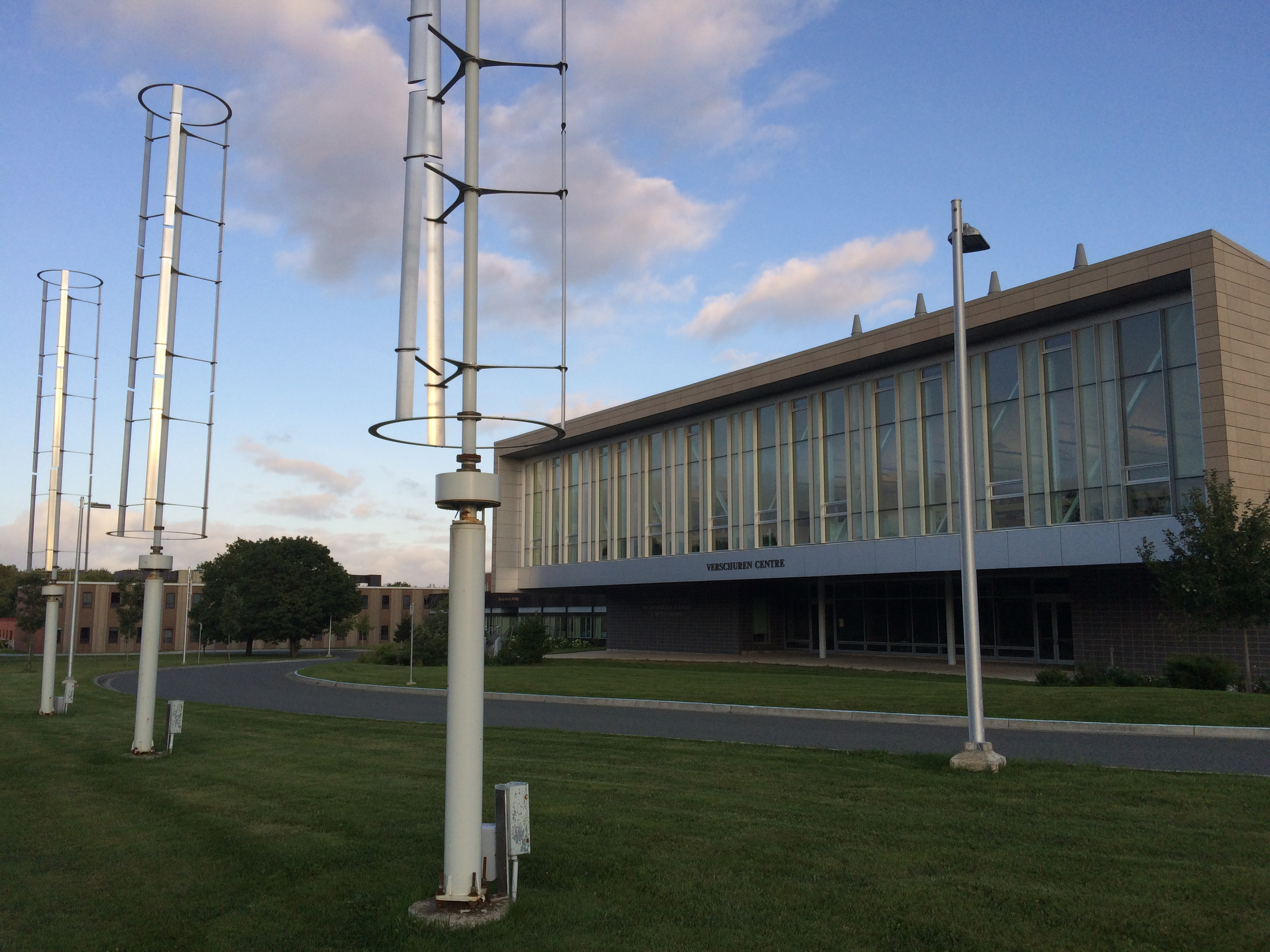
Verschuren Center for Sustainability & Environment, асоційована некомерційна дослідницька установа, яка зосереджується на зелених технологіях.

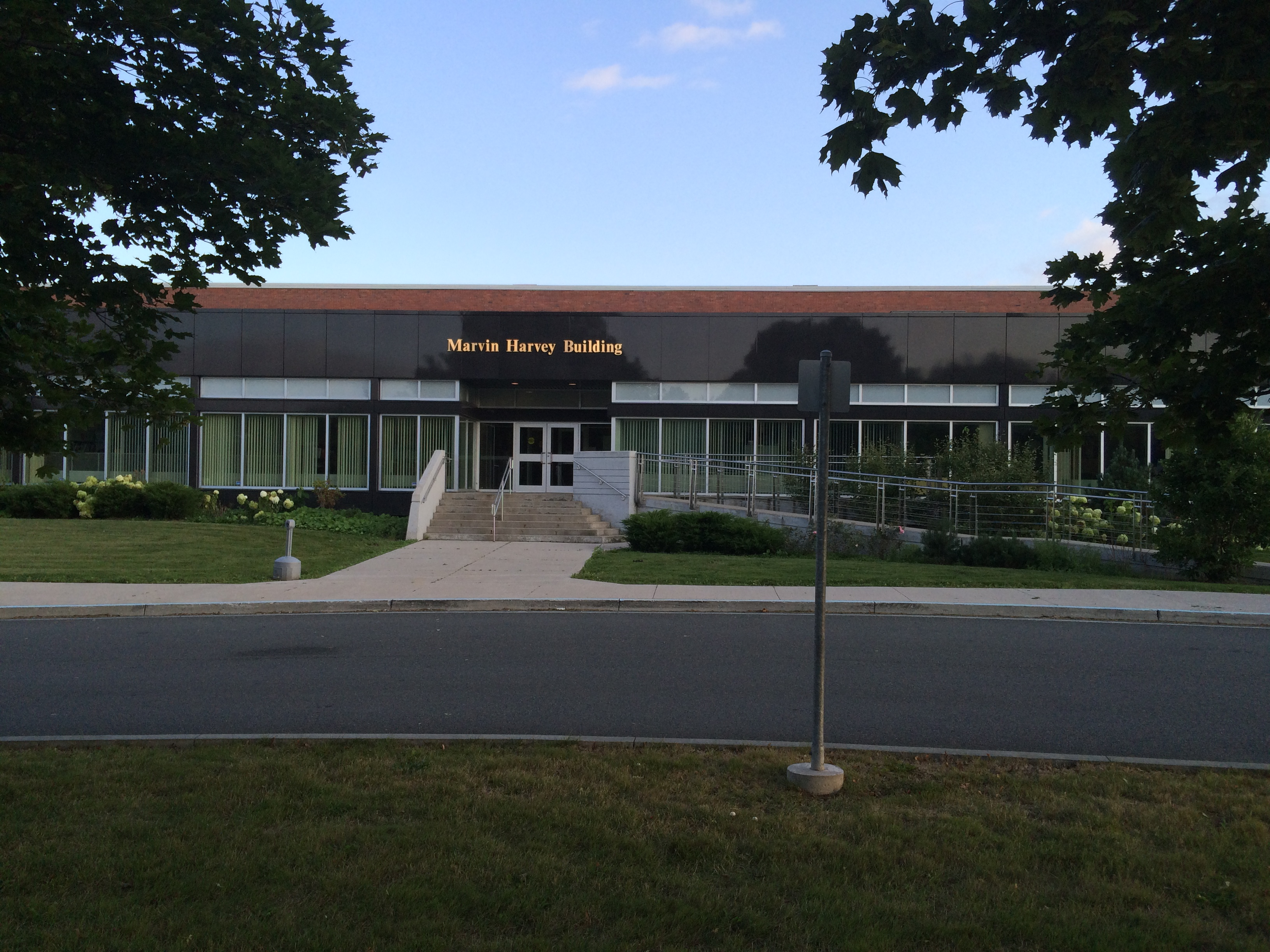
Передня частина будівлі Марвіна Харві, де розміщено Центр студентського життя, Центр Jennifer Keeping AccessAbility Center і Офіс реєстрації.

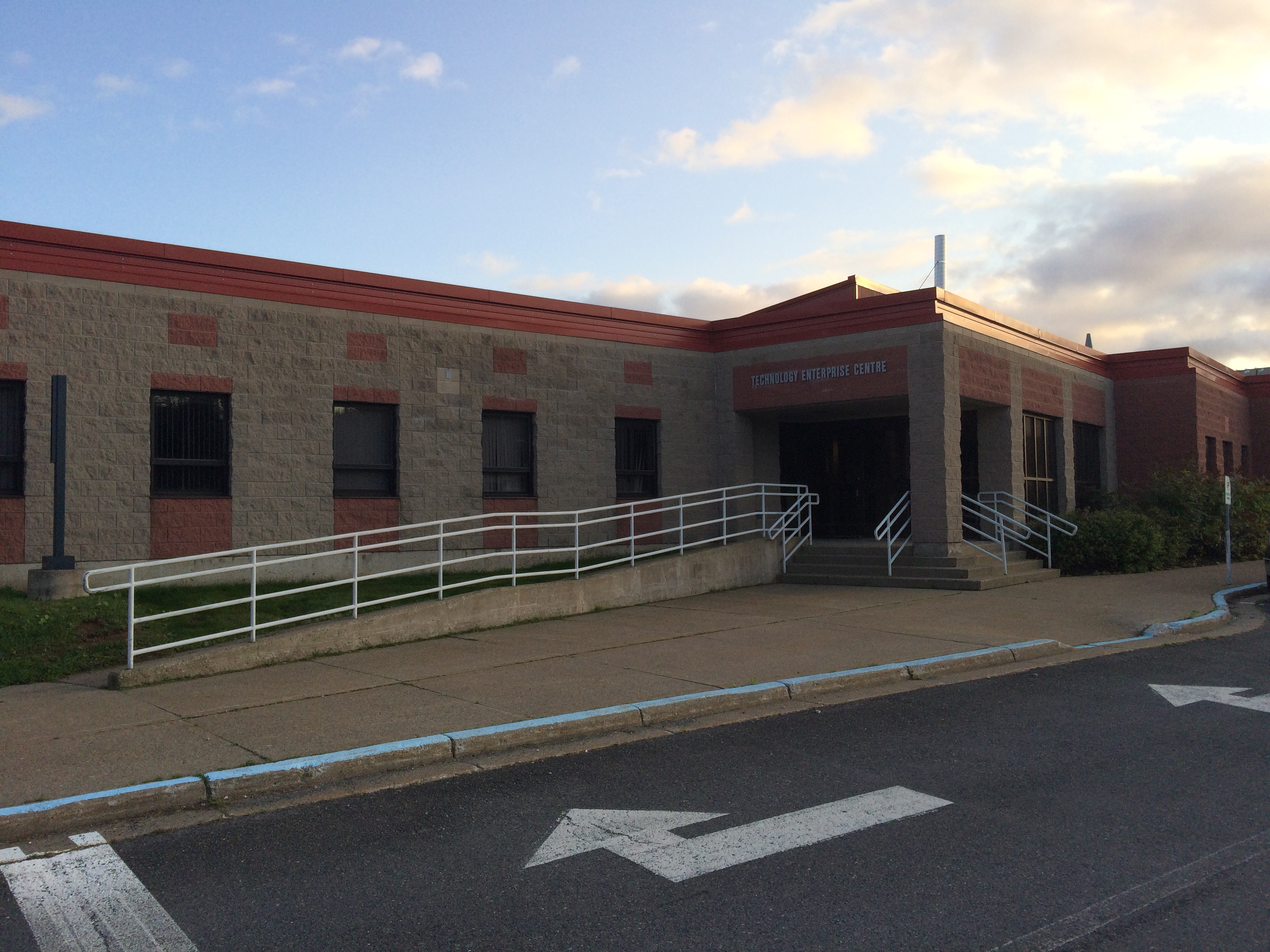
Центр технологічного підприємництва з кількома науково-дослідними лабораторіями.

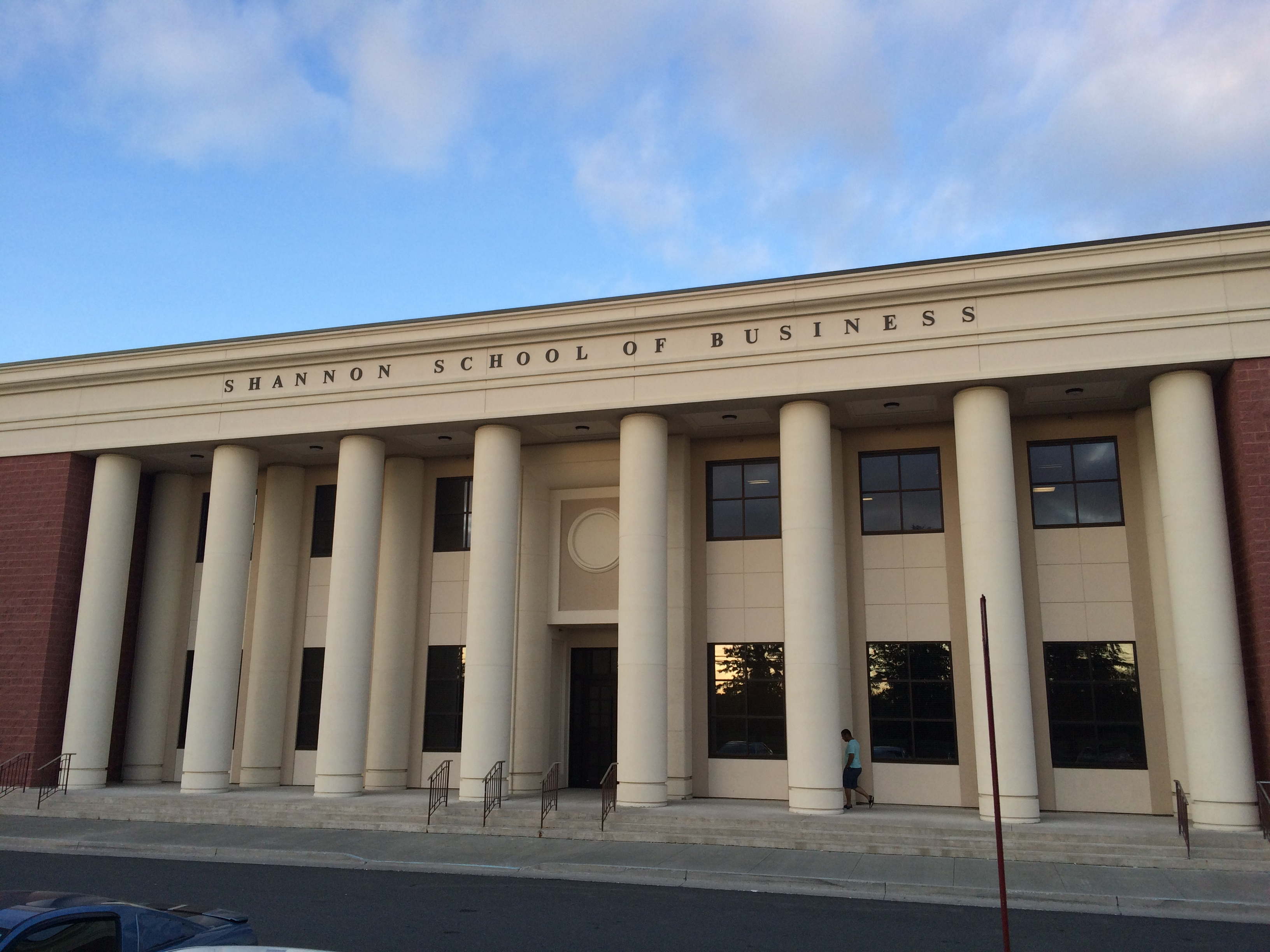
Шеннонська школа бізнесу.

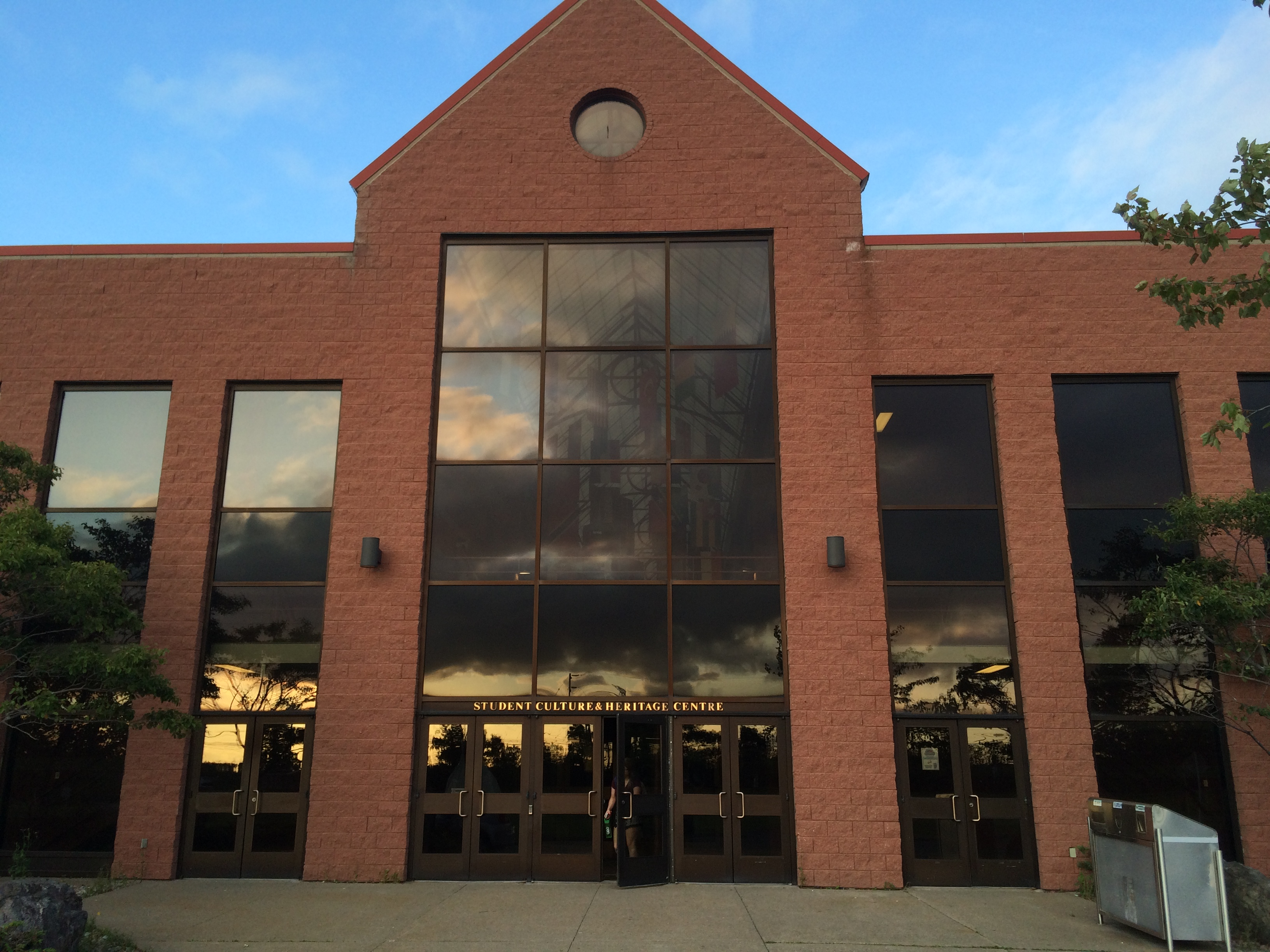
Центр культури та спадщини, де розміщено Офіс президента, Великий зал, Художня галерея CBU, Інститут Бітона та Центр досліджень Кейп-Бретона.

Інститут Бітона, розташований у CBU, є другим за величиною державним архівом у Новій Шотландії. Сестра Маргарет Бітон із Шотландії, усвідомлюючи, що багато документів, важливих для Кейп-Бретона, були втрачені через недбалість під час її кар'єри бібліотекаря в коледжі Ксав'єра Джуніора, почала збирати ці документи ще в 1957 році. Інститут Бітона, якому передував мис Бретонія, працює як регіональний архів історії, суспільства, політики, економіки, здоров'я, людей, місць і подій острова Кейп-Бретон. Будівля займає 17 000 квадратних футів і включає читальний зал, сховище, робочу кімнату, а також кілька офісів і спеціалізованих приміщень. Колекція включає паперові записи, фотографії, кіно-, відео-, аудіоматеріали, книги, карти, плани та мікрофільми, вміщує 3000 колекцій рукописів, 60 000 зображень, 2500 звукозаписів, 1500 відеокасет і кінофільмів, 1500 довідників, 2000 карт та плани. Матеріали в колекції відображають мікмакську, єврейську, акадійську, українську, африканську новошотландську, литовську, польську та італійську громади Кейп-Бретона разом із колекцією гельських матеріалів.
Бібліотека CBU розташована поруч із Campus Center разом із головним кафетерієм, Art Gallery 1 і Boardmore Theatre . Бібліотека містить дванадцять спеціальних колекцій, окрім основної колекції, включаючи сховище дисертацій CBU, колекцію ЛГБТ Берньє, колекцію Фортеці Луїсбурга та колекцію FACE, яка надає доступ до публікацій і внесків викладачів CBU. Також є колекція публікацій Cape Breton Post і Chronicle Herald на мікрофільмах, яку можна прочитати за допомогою пристроїв для читання мікрофільмів, розташованих на першому поверсі. Бібліотека CBU має доступ до Novanet Search, Novanet Classic і WorldCat, що дозволяє студентам шукати публікації в бібліотеках по всій Новій Шотландії та світу. Послуги міжбібліотечного абонементу доступні для доступу до публікацій і журнальних статей, які не зберігаються у фонді Бібліотеки ЦБУ або доступні через електронні ресурси ЦБУ.
Університет продовжував розширюватися з великими доповненнями кампусу, розпочатими в 2009 році. Як учасник співпраці, CBU став головним партнером у створенні оздоровчого рекреаційного комплексу Кейп-Бретон. Проект вартістю 10 мільйонів доларів США — це нещодавно відкритий заклад охорони здоров'я та відпочинку, розташований на території кампусу CBU. Він надає студентам CBU та громаді доступ до легкої атлетики та цілорічних закритих футбольних майданчиків, а також до фітнес-центру.
У вересні 2010 року CBU розширює умови проживання та покращує послуги харчування завдяки будівництву Harriss Hall, нового студентського гуртожитку та їдальні, що дало кампусу загалом чотири резиденції. Harriss Hall також є новим місцем для поштових послуг резиденції, замінивши Макдональда, і займає посаду координатора Residence Life. Завдяки цьому новому доповненню гуртожитки тепер пропонують харчування та житлові приміщення для понад 550 студентів. Нещодавно кожному гуртожитку, а також студентам за межами кампусу, було призначено кольори та тварин, які представлятимуть їх у змаганнях за проживання. Чотири резиденції на кампусі включають Cabot Residence, MacDonald Residence, Harriss Hall і Alumni Hall . MacDonald пропонує одномісні та двомісні номери, Harriss пропонує одномісні люкси, Cabot пропонує квартири з чотирма спальнями, а Alumni пропонує квартири з п'ятьма спальнями разом із двома спальнями.
У 2010 році за фінансування як державних, так і приватних інвестицій було розпочато будівництво Verschuren Center for Sustainability in Energy & Environment (CSEE) . Метою цього центру є планування та проведення досліджень щодо нових джерел енергії та шляхів підвищення екологічної стійкості на східному узбережжі Канади. У 2012 році відкрилася нова будівля Школи бізнесу Шеннон, яка стала новим домом для викладачів і програм Школи бізнесу Шеннона.
Університет побудував вітроелектростанцію з трьома турбінами потужністю 5,4 мегават за межами кампусу вартістю 17,6 мільйонів доларів у партнерстві з компанією Natural Forces Technologies, щоб виробляти достатньо електроенергії, щоб компенсувати викиди вуглекислого газу. Проект використав переваги урядової програми, згідно з якою сплачувалася надбавка за кіловат енергії від малих об'єктів зеленої енергетики. Очікується, що ферма принесе приблизно 2,1 мільйона доларів щорічного доходу.
Прем'єр-міністр Нової Шотландії Тім Г'юстон оголосив, що медична школа буде створена в CBU разом з Університетом Далхаузі, яка відкриється не пізніше осені 2025 року
 

### Зарахування
Кейп-Бретонський університет обслуговує понад 4000 студентів денної та заочної форми навчання з місцевих, регіональних і національних місць. CBU також є академічним домом для понад 2000 іноземних студентів, які представляють понад 50 країн.

### Рейтинги
Університет Кейп-Бретон посів 19-те місце в рейтингу університетів MacLean для першочергових студентів за 2022 рік і 46-е місце в їх репутаційному опитуванні 2022 року. Університет посів 12-е місце з 19-ти в опитуванні студентів 2022 року, проведеному в першу чергу студентськими університетами.

### Членство та акредитація
Університет Кейп-Бретон є постійним інституційним членом Асоціації атлантичних університетів (AAU), Університетів Канади (UC), Коледжів та інститутів Канади (CICan), і Канадського бюро міжнародної освіти (CBIE).).
Офіс сертифікації вчителів Нової Шотландії визнає як початкову, так і середню освітню програму бакалавра освіти. Усі чотири треки програми медсестер акредитовані Канадською асоціацією шкіл медсестер (CASN). Дві інженерні програми акредитовані Канадською радою техніків і технологів (CCTT). Бакалавр наук про здоров'я, громадське здоров'я (BHSc) акредитовано Радою з сертифікації Канадського інституту інспекторів громадського здоров'я.

### Академічна структура
Практично всі програми отримання ступенів, дипломів і сертифікатів Кейп-Бретонського університету пропонують компонент переходу до роботи через кооперативну освіту, стажування, стажування та програми навчання на роботі. Університет складається з наступних шкіл і афілійованих коледжів:

#### Школа мистецтв і соціальних наук
Декан: доктор Ендрю Парнабі
Школа мистецтв і соціальних наук пропонує 15 варіантів бакалавра мистецтв (BA), 12 варіантів бакалавра мистецтв із вивчення спільноти (BACS), 1 варіант диплому та 9 варіантів сертифікатів. Він також включає другорядний у гельській мові. І BA, і BACS включають варіант з відзнакою.
У 2016 році університет почав пропонувати міждисциплінарний ступінь бакалавра мистецтв і наук у галузі навколишнього середовища (BASE). У 2023 році Школа почне пропонувати бакалавра соціальної роботи після бакалавра.

#### Школа освіти та здоров'я
Декан: д-р Патрік Говард (тимчасовий)
Школа освіти та охорони здоров'я (SEH) пропонує два ступені магістра освіти (один з яких пропонується спільно з Меморіальним університетом Ньюфаундленду та ступінь бакалавра освіти (BEd) разом із двома дипломами після отримання ступеня. Існує також передача ступеня бакалавра наук (B.Sc.) у галузі харчування в Університеті Острова Принца Едуарда, Університеті Маунт-Сент-Вінсент та Університеті Св. Франциска Ксаверія . Крім того, SEH пропонує ступінь бакалавра медичних наук у галузі охорони здоров'я та бакалавра управління надзвичайними ситуаціями.

#### Школа медсестер
Декан: д-р Кімберлі Ламарш CD, RN NP, DNP
Школа медсестер пропонує три варіанти бакалавра медсестер (BSCN), трирічну програму для студентів безпосередньо з середньої школи, дворічну програму для студентів, які мають університетський досвід, і програму для ліцензованих практичних медсестер, щоб стати дипломованими медсестрами . (зазвичай завершується протягом 24 місяців).

#### Школа бізнесу Шеннон
Декан: д-р Джон Надо
Школа бізнесу Шеннона пропонує одного магістра ділового адміністрування з акцентом на економічний розвиток громади (MBA CED) разом із 9 варіантами ступеня бакалавра ділового адміністрування (BBA). Також є бакалавр гостинності та менеджменту туризму. Також пропонуються чотири дипломи після бакалавра.

#### Школа науки і техніки
Декан: Richard Pierrynowski, MSc
Школа науки і технологій пропонує чотири варіанти бакалавра наук (BSc) і п'ять варіантів бакалавра інженерних технологій (BET). Школа також пропонує ступінь бакалавра мистецтв і наук у сфері навколишнього середовища. Студенти також можуть отримати шість варіантів передачі ступеня бакалавра інженерії (BEng) в Університет Далхаузі. Спільно з Канадським коледжем берегової охорони доступний ступінь бакалавра технології в морських науках.

#### Коледж Унамакі
Асоційований віце-президент: Стівен Августин, магістр
Дін: Лоріанна Сильвестр
У 2010 році було засновано коледж Unama'ki як відгалуження школи, що спеціалізується на історії, культурі та освіті мікмаків. Станом на 2013 рік тут навчається близько 250 студентів-аборигенів. Його бібліотека налічує 1500 книг з питань аборигенів і 7000 документів.
До складу коледжу входять такі приміщення:
- Ресурсний центр Mi'kmaq (MRC)
- L'nui'sultimkeweyo'kom Mi'kmaq Language Lab
- Корінні наукові дослідження Commons
- Корінне населення для студентів

Відділ корінних досліджень пропонує дисципліни з вивчення мікмаків та інтегративної науки.

## Стипендії
CBU пропонує дев'ять основних вступних стипендій на основі середнього рівня студента в середній школі. Студенти із середнім показником 90 % або більше мають право на отримання стипендій у розмірі від 10 000 доларів (Orpha Thayer-Scott) до 24 000 доларів (для ректора) протягом чотирьох років. Також доступні інші вступні стипендії в розмірі від 500 до 2000 доларів на рік.
Студенти, які набрали щонайменше 24 кредити, мають право на отримання стипендій на наступний рік залежно від їхньої академічної успішності. На відміну від стипендій на курсах, які також доступні, стипендії на курсах не потребують подання заявки.
Також доступна нова програма стипендій для роботи та навчання, яка надає студентам з фінансовими потребами можливість працевлаштуватися на кампусі
Уряд Канади спонсорує Інструмент пошуку стипендій для аборигенів, який містить понад 680 стипендій, стипендій та інших стимулів, які пропонуються урядами, університетами та промисловістю для підтримки участі аборигенів у вищих навчальних закладах. Стипендії Університету Кейп-Бретон для студентів аборигенів, корінних націй і метисів включають: Earth Tech/CBCL Award — нагорода за вступ; Вступна стипендія родини Вершурен; Вуд, Вхідна стипендія Фонду Уокера для аборигенів; Стипендія студента ділового адміністрування аборигенів Банку Монреаля

## Дослідження
Помічник віце-президента з академічної роботи та досліджень: д-р Таня Бранн-Барретт
CBU — це невеликий всеосяжний університет, який проводить дослідження, що фінансуються ззовні, на суму понад 3 мільйони доларів США, і в 2011 році в ньому працюють понад 65 студентів. Управління досліджень та аспірантури видає дві щорічні дослідницькі публікації під назвою Research Matters, а також окремий студентський журнал Research Matters. Наукові кафедри в CBU включають:
- Канадські науково-дослідні кафедри рівня 1 і рівня 2
  - Здорове середовище та спільноти (д-р Сюй Чжан, Рівень 2)
  - Музичні традиції (д-р Хізер Спарлінг, рівень 2)
  - Соціальне підприємництво на інклюзивних ринках (д-р Кевін Маккег, рівень 2)
  - Постіндустріальні спільноти (д-р Лаклан Маккіннон, рівень 2)
  - Спортивний коучинг і навчання дорослих (д-р Беттіна Калларі, рівень 2)
- Стільці Viola Desmond
  - Соціальна справедливість (д-р Грем Рейнольдс)
- Стільці Purdy Crawford
  - Дослідження бізнесу аборигенів (д-р Мері Бет Дусет)
- Наукова кафедра університету
  - Дослідження морської екосистеми (д-р Брюс Хетчер)
- Кафедра промислових досліджень
  - Управління шахтними водами (д-р Мартін Мкандавайр)
- Колишні науково-дослідні кафедри Tier 1 і Tier 2 Канади
  - Інтегративна наука (д-р Шеріл Бартлетт, рівень 1)
  - Нематеріальна культурна спадщина (д-р Річард Маккіннон, рівень 1)
  - Молекулярна спектроскопія (д-р Дейл Кіф, рівень 2)
  - Детермінанти здорових спільнот (д-р Ешлі Кунсоло Віллокс, рівень 2)
  - Спільноти та культура (д-р Марсія Осташевскі, рівень 2)
- Колишні кафедри промислових досліджень
  - Green Mining (Доктор Алісія Ойкл)
  - Управління шахтними водами (доктор хабіл. Крістіан Волкерсдорфер)
  - Відновлення навколишнього середовища (д-р Кен Оукс)
- Колишній Purdy Crawford Chairs
  - Дослідження бізнесу аборигенів (д-р Кіт Браун, д-р Дженіс Естер Тулк)

Крім того, доктор Брюс Хетчер є директором Інституту Брас Д'Ор.
Проекти фінансуються всіма федеральними грантовими радами (проекти CFI, NSRIT, NSERC, SSHRC, CIHR, AIF).
Премія Президента за досягнення в дослідницькій діяльності — це щорічна нагорода, якою відзначають викладачів CBU, які демонструють передові досягнення в дослідженні та науковій діяльності. З 2012 року переможцями стали:
- 2012: доктор Річард Маккіннон, професор фольклору
- 2013: доктор Кетрін Ковелл, професор психології
- 2014: доктор Девід Муллан, професор історії
- 2015: доктор Пітер Макінтайр, професор психології
- 2016: доктор Аданго Міадоньє, професор хімії
- 2017: доктор Едвард Барре, професор дієтології
- 2018: доктор Стюарт Макканн, професор психології

Профспілка студентів Кейп-Бретонського університету надає такі послуги, як Emergency Bursary Fund, фінансування та управління товариствами, плани охорони здоров'я та стоматології, Food Bank, Women's Centre, Pride and Ally Centre, Multicultural Hub, Capers Helping Capers, The Orange Initiative, Caper Комфорт (магазин), та безкоштовне юридичне обслуговування. CBUSU зосереджується на адвокації інтересів своїх членів, а також є найбільшим роботодавцем для студентів у кампусі CBUSU.

### Студентська представницька рада
SRC діє як рада директорів Союзу. Це група студентів, обраних для представлення різних демографічних груп CBU, включаючи різні школи в ньому. Вони збираються на регулярній основі, щоб голосувати за пропозиції, внесені до SRC представниками або студентами CBU.
До нинішнього виконавчого складу входять:
- Президент і генеральний директор: Даманпріт Сінгх
- Виконавчий віце-президент: Peter Ade Oyedijo
- Віце-президент з фінансів і операцій: Гімалі Кадам
- Віце-президент з просування: Хлоя Стюарт

### Клуби та товариства
До списку студентської спілки CBU входять такі активні товариства:
| Товариство аборигенів            | Товариство танцю      | Товариство випускників            | Товариство медсестер Товариство | Товариство громадського здоров'я | Товариство WUSC |
| Африканське Карибське Товариство | Товариство освіти     | Товариство гостинності та туризму | Товариство парків Канади        | Товариство Ротаракт              |                 |
| Біологічне товариство            | Товариство ENACTUS    | Індійське товариство              | Товариство політології          | Товариство інженерів-нафтовиків  |                 |
| Хімічного товариства             | Екологічне товариство | Мовне товариство ім               | Pre-Med Society                 | Театральне товариство ім         |                 |
| Шахове товариство                | Інженерне товариство  | Математичне товариство            | Товариство програмування        | Жінки в діловому суспільстві     |                 |
| Християнська спільнота           | Гральне товариство    | Мусульманське суспільство         | Товариство психології           | Товариство жіночого регбі Caper  |                 |

## Газета
The Caper Times — це газета, що належить студентам Кейп-Бретонського університету та видається Видавничою радою Caper Times. З 1 березня 2013 року газета є незалежною від Союзу студентів Кейп-Бретонського університету. Він є членом Canadian University Press . Газета виходить як електронний щомісячний інформаційний бюлетень, спеціально розроблений для студентів і викладачів університету Кейп-Бретон. Нинішнім головним редактором є Маніні Сеті.

## Легка атлетика

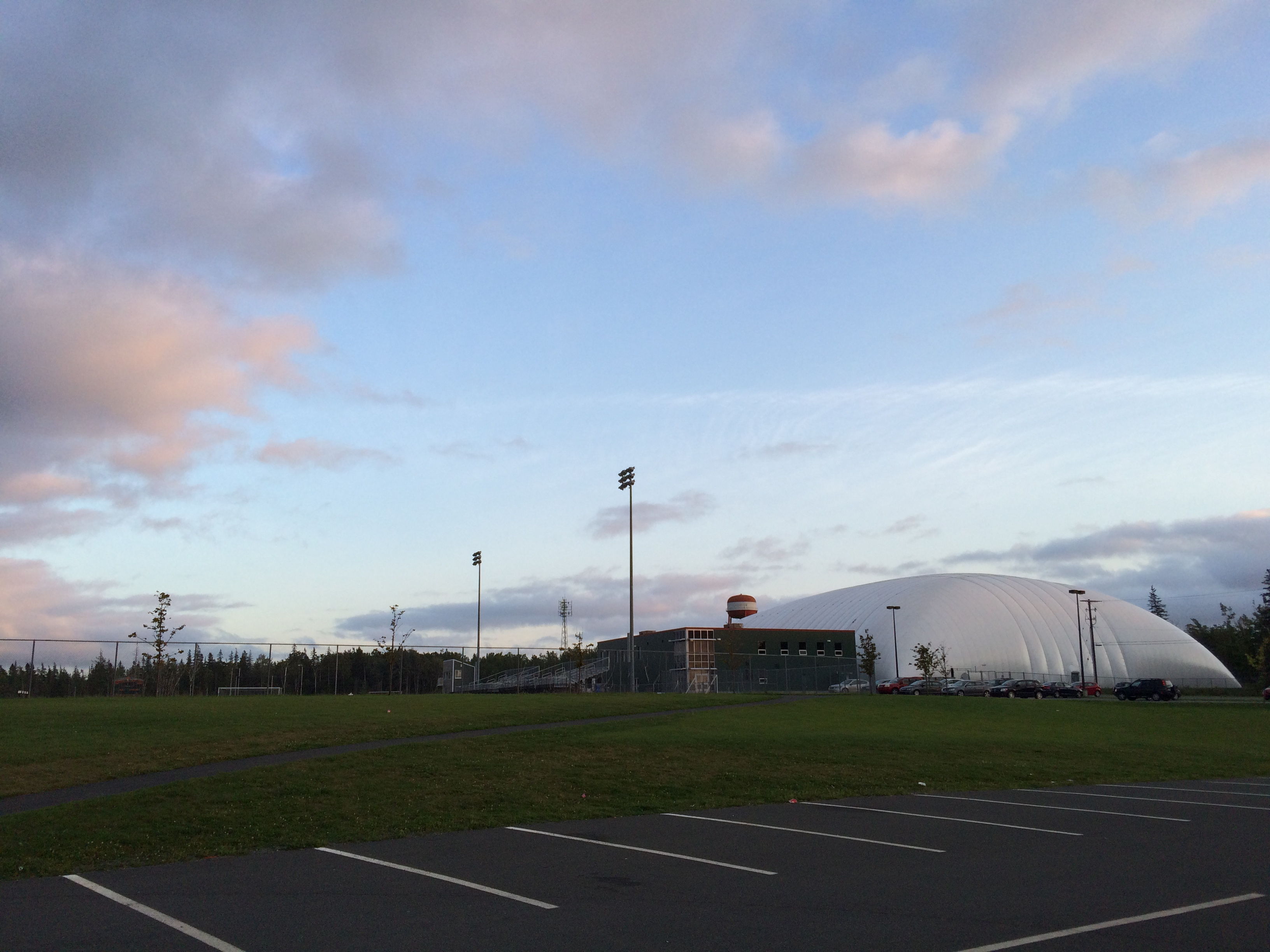
На куполі розміщено критий футбольний майданчик. На відкритому полі також є футбольне поле та доріжка. У будівлі знаходиться тренажерний зал CBU на території кампусу.

CBU представлений в асоціації Atlantic University Sport (AUS) CBU Capers . Університетська програма Capers включає чотири команди: чоловічу та жіночу з футболу та баскетболу. Усі спортивні команди носять форму з логотипом і талісманом Caper разом із шкільним кольором (помаранчевим).

## Видатні випускники

### Розваги
- Стів Арбакл, актор
- Річі Вілкокс, співак, актор, театральний режисер, учасник шоу Canadian Idol

### Мистецтво та гуманітарні науки
- Урсула Джонсон, мультидисциплінарна художниця мікмак
- Ніл Ліббі, письменник та історик

### Політика і державна служба
- Нолан Краус, мер Сент-Альберта, Альберта[46]
- Девід Дінгволл, колишній ліберальний політик, президент Кейп-Бретонського університету[47][48]
- Рей Айві, виконавчий директор, колишній президент Громадського коледжу Нової Шотландії та Університету Акадії
- Меннінг Макдональд, колишній ліберал Нової Шотландії, Південь Кейп-Бретон
- Дерек Момбуркетт, ліберал Нової Шотландії Сідней-Вітні Пір
- Джон У. Морган, колишній мер регіонального муніципалітету Кейп-Бретон[49]
- Джеральд Семпсон, колишній ліберал Нової Шотландії Вікторія-Лейкс

### Спорт
- Аманда Бадден, професійна футболістка
- Памела ЛеЖан, колишня параспортсменка
- Мешак Луфіле, баскетболіст
- Джейсон Массі, футболіст League1 Ontario[50]
- Бойтумело Рабале, професійний футболіст
- Петер Шаале, професійний футболіст, центральний захисник «HFX Wanderers».